# Nicolas-Augustin Matte
Pour les articles homonymes, voir Matte.
Nicolas-Augustin Matte, né à Paris en 1781 et mort dans la même ville le 23 avril 1837, est un sculpteur français.

## Biographie
Nicolas-Augustin Matte est admis à l’Académie royale de peinture et de sculpture en janvier 1802, il y est l’élève de Martin-Claude Monot et de Claude Dejoux.
Après avoir été primé au concours de la tête d'expression, il est récompensé en 1807 par le second grand prix de Rome avec une sculpture en Ronde-bosse représentant Archimède, alors que Jean-Robert Calloigne remporte le premier prix.
À partir de 1810, il expose régulièrement au Salon du Louvre et collabore à la Manufacture royale de Sèvres où il produit de nombreux modèles.
Il reçoit une médaille de deuxième classe en 1817 et une autre en 1819.
Nicolas-Augustin Matte meurt à Paris le 23 avril 1837.

## Œuvres dans les collections publiques
- Paris :

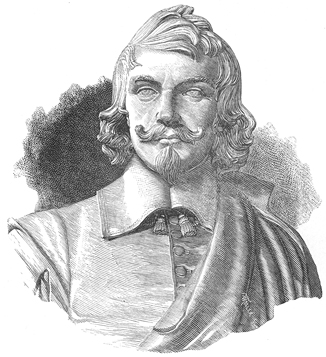
Gravure d'après le buste de Guy de la Brosse déposé à Paris au Muséum national d'histoire naturelle.

  - cimetière du Père-Lachaise, 26e division : bas-relief en marbre, 45 × 55 cm, représentant deux génies nus, ailés, en pleurs, accoudés sur une urne funéraire, ornant la sépulture de la famille Sturler[3].
  - musée du Louvre : Antoon Van Dyck, Salon de 1819, buste en marbre blanc commandé par le ministère de la Maison du roi pour la décoration des galeries du Louvre en 1818[4].
  - Muséum national d'histoire naturelle : Guy de la Brosse, fondateur du Jardin du roi, buste en marbre.
  - palais du Louvre, quatre bas-reliefs des  œils-de-bœuf de la cour Carrée (aile sud) :
    - La Sculpture et la Peinture[5] ;
    - La Musique et la Poésie[6] ;
    - La Comédie et la Tragédie[7] ;
    - L’Astronomie et la Géographie[8].

  - palais des Tuileries : Buste de Nicolas Antoine Sanson[9].
- Versailles, château de Versailles :
  - La Seine et Une Naïade, 1823, deux statues colossales provenant de la cour d’honneur du château de Saint-Cloud[10] ;
  - Pierre Corneille, Salon de 1836, buste en marbre d’après Jean-Jacques Caffieri, dans le vestibule du château[11] ;
- Jean Racine, Salon de 1836, buste d’après Louis-Simon Boizot[12].
- Sèvres, musée national de Céramique : Vestale à l’autel ; Vestale du Capitole[13] ; Uranie et Deidami[14], quatre figures pour le Surtout du service de l’Empereur Napoléon Ier. Le projet prévoyait deux candélabres, deux vasques aux Hercules, finalement remplacées par des vases Médicis, deux sièges, deux trépieds et seize figures d'après l'antique dont la pièce centrale créée par le sculpteur Antoine Mouton dit Moutoni.